# Generoso (brigantino)
Il Generoso è stato un brigantino (e successivamente una corvetta) della Real Marina del Regno delle Due Sicilie, successivamente acquisita dalla Regia Marina.

## Caratteristiche
Costruito sugli stessi piani del quasi gemello Intrepido, del quale costituiva una riproduzione con alcune migliorie, il Generoso, armato a nave (alberi di trinchetto, maestra e mezzana a vele quadre), era sostanzialmente una piccola corvetta benché fosse impropriamente classificato come brigantino sia dalla Marina del regno delle Due Sicilie che da quella italiana (che ne mutò la classificazione in corvetta solo poco prima della radiazione). Scafo in legno con carena ricoperta di rame, la nave aveva due ponti, con coperta priva d'ingombri.
L'armamento del Generoso era costituito da diciotto carronate di medio calibro (30 libbre), in ferro ed a canna liscia, disposte in barbetta nove per lato – utilizzabili solo nel combattimento da breve distanza – e di due cannoni-obici Paixhans da 30 libbre anch'essi in ferro ed a canna liscia (in sostanza le due uniche armi della nave dotate di capacità offensiva). 
La nave differiva leggermente dal similare Intrepido per alcune lievi differenze nelle dimensioni e per l'armamento velico, che sul'Intrepido era a brigantino a palo (trinchetto e maestra a vele quadre e mezzana a vele auriche). Benché quasi gemelle (ed infatti spesso trattate come un'unica classe), le due navi non composero mai, almeno in forma ufficiale, una vera e propria classe.

## Storia
Impostato nei cantieri di Castellammare di Stabia per la Marina del Regno delle Due Sicilie nel dicembre 1839, il Generoso venne varato nel settembre 1840 e completato nel 1842. 
Dopo l'entrata in servizio, il brigantino ebbe come primo compito una campagna d'istruzione per gli Aspiranti Guardiamarina, facendo tappa a Gibilterra e Tangeri.
Il 10 luglio 1843 il Generoso, insieme alla pirofregata a ruote Ruggiero ed alla fregata a vela Urania, giunse a Palermo di scorta alla corvetta Cristina che aveva a bordo i reali delle Due Sicilie. Il 7 luglio 1846 il brigantino, insieme ad altre dieci unità (pirofregate Ruggiero, Roberto, Ercole, Archimede, fregata a vela Regina Isabella, brigantini Intrepido, Zeffiro, Valoroso e Principe Carlo, avviso Delfino), salpò da Napoli in formazione con la corvetta Cristina, che aveva a bordo i sovrani delle Due Sicilie, il duca di Calabria, il conte di Trapani, le principesse Carolina Ferdinanda e Maria Amalia con il marito di quest'ultima Sebastiano, e quattro giorni più tardi, alle sette del mattino, giunse a Messina.
Negli anni seguenti la nave effettuò attività di secondaria importanza, senza eventi rilievo, venendo posta in disarmo nel 1848 per grandi lavori di raddobbo.
Nell'aprile 1851 il Generoso, agli ordini del capitano di fregata Girolamo Vergara, venne inviato a Londra con a bordo l'equipaggio destinato ad armare la pirofregata a ruote Fulminante, comprata dal Governo provvisorio siciliano costituitosi durante la ribellione del 1848-1849 e trasferita alle autorità del Regno delle Due Sicilie dopo una lunga vertenza giudiziaria. Il brigantino fece ritorno a Napoli in agosto.
Nel 1852 fu comandante della nave il capitano di fregata Amilcare Anguissola, mentre nel 1855 il brigantino effettuò una nuova campagna d'istruzione in Mar Mediterraneo, con a bordo gli allievi del Collegio di Marina.
La nave non ebbe alcun ruolo durante le vicende della primavera-estate del 1860, che avrebbero portato alla caduta del Regno delle Due Sicilie ed all'unità d'Italia, e nel settembre 1860, quando Francesco II lasciò Napoli per rifugiarsi a Gaeta, era allo «sverno» – in disarmo e con l'equipaggio a ranghi ridotti – e venne aggregata alla squadra sarda del viceammiraglio Carlo Pellion di Persano. 
Tra la fine del 1860 e gli inizi del 1861 il Generoso, con equipaggio ridotto ad un Pilota comandante ed una quarantina di sottufficiali e marinai, venne utilizzato per il trasporto di munizioni e materiali alle unità della squadra di Persano, impegnate nelle operazioni di assedio di Gaeta, che capitolò il 13 febbraio 1861.
L'11 marzo 1861 il brigantino venne inviato a setacciare il tratto di mare tra Capri e le Isole Eolie alla ricerca del vecchio piroscafo a ruote Ercole, scomparso durante una violenta tempesta il 5 marzo 1861, durante la navigazione da Palermo (da dov'era partito all'una del pomeriggio del 4 marzo) a Napoli, con a bordo 60 passeggeri, tra cui il colonnello Ippolito Nievo, scrittore e vice intendente generale dell'esercito garibaldino, e 12 uomini di equipaggio, nonché 232 tonnellate di merci. Le ricerche, durate quattro giorni, furono inutili: non venne ritrovato alcun sopravvissuto tra le 72 persone a bordo dell'Ercole, né rottami della nave (anche se alcuni giornali pubblicarono la notizia del presunto ritrovamento di un naufrago in stato confusionale).
Il 17 marzo 1861 il Generoso venne iscritto nel Quadro del Naviglio della neocostituita Regia Marina, classificato come brigantino di II rango. A seguito di Decreto Ministeriale del 14 giugno 1863 la nave, ormai in disarmo, venne riclassificata corvetta di III ordine, ma nel corso dello stesso anno l'unità, rimasta in disarmo nel porto di Napoli, venne radiata. Il Generoso venne successivamente avviato alla demolizione.